# Gentianella montana
Gentianella montana là một loài thực vật có hoa trong họ Long đởm. Loài này được (G.Forst.) Holub mô tả khoa học đầu tiên năm 1967.